# 39
39 је била проста година.

## Догађаји
- Брак Калигуле са Милонијом Цезонијом.
- Клаудијев брак са Валеријом Месалином.
- Калигула напада германска племена.
- Откривена завера против Калигуле у коју су умешани чланови породице Јулио-Клаудија
- Јулија Ливила и Агрипина Млађа су прогнане на Понтијска острва.
- Гувернер Горње Немачке Галба.

### Октобар
- Гај напушта Рим (септембар) и одлази у Галију

## Рођења
- 30. децембар — Тит, римски цар (у. 81)
- Јулија Друзила, ћерка Калигулина (у. 41)

## Смрти
- Википедија:Непознат датум — Сенека Ретор, римски оратор и писац.